# Robert Lawson Vaught
Robert Lawson Vaught (ur. 4 kwietnia 1926 w Alhambrze, zm. 2 kwietnia 2002 w Berkeley) − amerykański logik i matematyk; profesor Uniwersytetu Kalifornijskiego w Berkeley. Jeden z twórców teorii modeli. Udowodnił równoważność twierdzenia Löwenheima-Skolema z aksjomatem wyboru.